# CIF-70 Qasigiannguit
CIF-70 Qasigiannguit (celým názvem: Christianshåb Idrætsforening-70 Qasigiannguit) je grónský sportovní klub, který sídlí ve městě Qasigiannguit (dánsky: Christianshåb). Založen byl v roce 1970, letopočet vzniku je i v klubovém emblému. Fotbalový oddíl se v posledních letech účastní konečné fáze nejvyšší fotbalové soutěže v zemi. Jeho mužský oddíl je pak mistrem Grónska z roku 1979. Své domácí zápasy odehrává na stadionu Qasigiannguit. Klubová barva je červená.
Mimo mužský fotbalový oddíl má sportovní klub i jiné oddíly, mj. oddíl ženského fotbalu, volejbalu a házené.

## Získané trofeje
Zdroj:
- Angutit Inersimasut GM ( 1x )
  - 1979

## Umístění v jednotlivých sezonách
Zdroj:
Legenda: Z - zápasy, V - výhry, R - remízy, P - porážky, VG - vstřelené góly, OG - obdržené góly, +/- - rozdíl skóre, B - body, zlaté podbarvení - 1. místo, stříbrné podbarvení - 2. místo, bronzové podbarvení - 3. místo, červené podbarvení - sestup, zelené podbarvení - postup, fialové podbarvení - reorganizace, změna skupiny či soutěže
| Grónsko (1978 – ) |                                          |        |     |     |     |     |     |     |     |     |        |
| Sezóny            | Liga                                     | Úroveň | Z   | V   | R   | P   | VG  | OG  | +/- | B   | Pozice |
| 1978              | Angutit Inersimasut GM                   | 1      | 3   | 1   | 0   | 2   | 4   | 7   | -3  | 2   | 4.     |
| 1979              | Angutit Inersimasut GM                   | 1      | ... | ... | ... | ... | ... | ... | ... | ... | 1.     |
| 1980              | Angutit Inersimasut GM – sk. A           | 1      | 2   | 1   | 0   | 1   | 2   | 3   | -1  | 2   | 2.     |
| ...               |                                          |        |     |     |     |     |     |     |     |     |        |
| 1983              | Angutit Inersimasut GM                   | 1      | ... | ... | ... | ... | ... | ... | ... | ... | 2.     |
| ...               |                                          |        |     |     |     |     |     |     |     |     |        |
| 1991              | Angutit Inersimasut GM – sk. Diskobugten | 1      | 6   | 1   | 0   | 5   | 3   | 24  | -21 | 2   | 6.     |

Poznámky k fázím grónského mistrovství
- 1978: Z této sezóny je známo pouze konečné umístění finálové fáze, v níž se klub umístil na celkovém čtvrtém místě.
- 1979: Z této sezóny je znám pouze zápas finále o mistra Grónska, v němž klub zvítězil nad mužstvem Siumut Amerdlok Kunuk poměrem 2:1 a získal tak svůj první mistrovský titul.
- 1980: Výsledky v první a druhé fázi turnaje nejsou známy, klub se ovšem probojoval do finální fáze celostátního turnaje. Ve skupině A se umístil na druhém místě, které zaručovalo místenku v semifinále (prohra s Siumut Amerdlok Kunuk poměrem 0:3). Po prohře v semifinále se zúčastnil boje o třetí místo, ve kterém zvítězil nad mužstvem Nuuk Idraetslag poměrem 2:0.
- 1983: Z této sezóny je znám pouze zápas finále o mistra Grónska, v němž klub podlehl mužstvu Nagdlunguaq-48 neznámým poměrem a obsadil tak celkové druhé místo.
- 1991: Výsledky v první fázi turnaje nejsou známy, zaručil si ovšem v této fázi postup do druhé fáze. V ní skončil na šestém nepostupovém místě ve skupině Diskobugten.